# Ère Kan'en
L'ère Kan'en (en japonais : 寛延) est une des ères du Japon (年号, nengō, littéralement « le nom de l'année ») suivant l'ère Enkyō et précédant l'ère Hōreki. Cette période couvre les années courant du mois de juillet 1748 au mois d'octobre 1751. L'empereur régnant est Momozono-tennō (桃園天皇).

## Changement de l'ère
- 1748 Kan'en gannen (寛延元年?) : le nom de l'ère est changé en Kan'en (« Prolongation de la clémence ») pour marquer le couronnement de l'empereur Momozono.  L'ère précédente se termine et la nouvelle ère commence en Enkyō 5, le 12e jour du 7e mois..

## Événements de l'ère Kan'en
- Kan'en 1 (1748) : des ambassadeurs de Corée et des îles Ryūkyū arrivent à la cour à Heian-kyō[3].
- 1748 (Kan'en 1) : première représentation de la pièce de marionnettes en onze actes Kanadehon Chushingura (« Un cahier du trésor des loyaux serviteurs »), qui représente l'histoire classique d'une vengeance de samouraï, la vendetta des 47 rōnin en 1702[4].
- Kan'en 2 (1748) :  grande inondation à Edo[5].
- 7 octobre 1749 (Kan'en 2, 26e jour du 8e mois) : Une terrible tempête de vent et de pluie frappe Kyoto et le donjon du château de Nijō part en fumée après avoir été frappé par la foudre[6].